# Pheidole arciruga
Pheidole arciruga är en myrart som beskrevs av Auguste-Henri Forel 1908. Pheidole arciruga ingår i släktet Pheidole och familjen myror. Inga underarter finns listade i Catalogue of Life.